# Остап'як Роман Остапович
Роман Остапович Остап'як (7 серпня 1930 — 30 липня 2015, Львів) — український радянський діяч, новатор виробництва, слюсар-інструментальник Львівського автобусного заводу. Депутат Верховної Ради УРСР 6-го скликання. Депутат Львівської обласної ради. Член Ревізійної комісії КПУ в березні 1971 — лютому 1981 р. Кандидат у члени ЦК КПУ в лютому 1981 — лютому 1986 р.

## Біографія
Народився у бідній родині на Західній Україні. Трудову діяльність розпочав у 1948 році слюсарем в організації Мостопоїзд № 67.
До 1958 року служив у Радянській армії, мав молодший офіцерський чин.
З 1958 року, після демобілізації, працював на Львівському автобусному заводі. Був планувальником дільниці, фрезерувальником, слюсарем-інструментальником, бригадиром слюсарів штампово-інструментального цеху Львівського автобусного заводу. Запровадив ряд новаторських винаходів і раціоналізаторських пропозиції.
Член КПРС з 1967 року.
Обирався членом бюро Львівського обласного комітету КПУ.
Потім — на пенсії у місті Львові.

## Нагороди
- орден Леніна
- орден Жовтневої Революції
- орден Трудового Червоного Прапора
- орден Дружби народів (31.03.1981)
- звання «Кращий слюсар Української РСР»